# The Hillside Singers
The Hillside Singers was een Amerikaanse folkgroep.

## Bezetting
- Lorri Marsters Ham
- Joelle McDermott [Marino]
- Billy Marino
- Frank Marino
- Laura Marino
- Mary Mayo
- Rick Shaw
- Ron Shaw
- Susan Wiedenmann

## Geschiedenis
Het ensemble werd samengesteld door het reclamebureau McCann Erickson met de bedoeling om te zingen in een tv-reclamespot. McCann Erickson had de jingle I'd Like to Teach the World to Sing (In Perfect Harmony) geschreven voor Coca-Cola en had The New Seekers gevraagd om het te zingen, maar deze konden het project niet inpassen in hun tijdplan en wezen het af. McCann Erickson kwam in aanraking met producent Al Ham, die een groep zangers samenbracht voor het project (inclusief zijn vrouw Mary Mayo en zijn dochter Lorri). De reclamespot ging in juli 1971 onair en werd uitgesproken populair en hij haalde Ham over om de song te herschrijven als I'd Like to Teach the World to Sing en een album en een kerstplaat op te nemen. De single bereikte de 13e plaats in de Billboard Hot 100 en de 5e plaats in de Adult Contemporary hitlijst. Dit overtuigde The New Seekers om deze ook als single uit te brengen. Van de versie van The Hillside Singers werden een miljoen exemplaren verkocht en kregen ze een Gouden Plaat van de RIAA.
The Hillside Singers zongen ook de gezongen versie van Move Closer to Your World, een thema gemaakt door Ham voor het tv-nieuws en is het meest bekend door zijn langdurige gebruik door WPVI-tv in Philadelphia.
In februari 1972 hadden ze ook een kleine hit in de Billboard Hot 100 met We're Together (#100). 
Ham begon met het maken van een gecoördineerd radiomuziek-format genoemd Music of Your Life, maar hij overleed in 2001. Lorri Ham ging verder als professioneel zangeres en is ook een onair-persoonlijkheid bij het Music of Your Life-netwerk.
In 2009 brachten verschillende oprichters van The Hillside Singers onder de naam Treehouse 10 het album Bug in a Puddle uit met oorspronkelijke kindersongs.

## Discografie
- 1971: I'd Like to Teach the World to Sing (In Perfect Harmony) (Metromedia Records)
- 1972: Merry Christmas from the Hillside Singers (Metromedia Records)